# 比西耶尔
比西耶尔（法語：Bussières，法語發音：[bysjɛʁ] ⓘ）是法国卢瓦尔省的一个市镇，属于罗阿讷区。

## 地理
比西耶尔（45°50'15"N, 4°16'6"E）面积16.76 平方千米，位于法国奥弗涅-罗讷-阿尔卑斯大区卢瓦尔省，该省份为法国中南部省份，北起顺时针与索恩-卢瓦尔省、罗讷省、伊泽尔省、阿尔代什省、上盧瓦爾省、多姆山省和阿列省接壤。
与比西耶尔接壤的市镇（或旧市镇、城区）包括：冈河畔圣科隆布、内龙德、普伊莱弗尔、罗济耶昂东济、圣阿加特昂东济、圣瑞斯特拉庞迪。

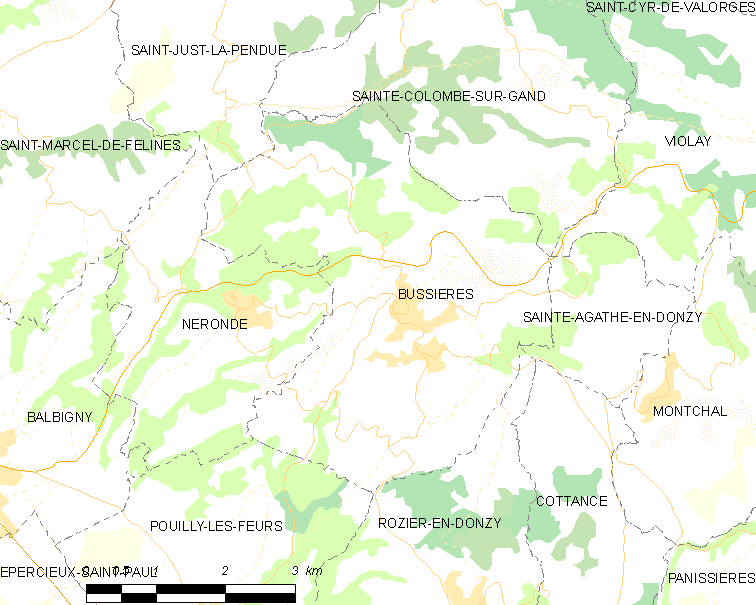
比西耶尔的OSM定位图

比西耶尔的时区为UTC+01:00、UTC+02:00（夏令时）。

## 行政
比西耶尔的邮政编码为42510，INSEE市镇编码为42029。

## 政治
比西耶尔所属的省级选区为勒科托县。

## 人口

1962-2008年间比西耶尔人口变化图示

比西耶尔于2022年1月1日时的人口数量为1531人。